# La Correspondencia de Reus
La Correspondencia de Reus: diario defensor de los intereses de Cataluña va ser un diari de caràcter conservador que va sortir a Reus del 14 de maig de 1886 al 2 de gener de 1894.

## Història
Aquest diari va substituir al Diario de Reus i su comarca que havia aparegut el 4 de maig de 1886. Del Diario de Reus y su comarca no se n'ha conservat cap exemplar, però es coneix per les notícies que en donen La Correspondencia de Reus i el Diario de Reus. Quan va sortir El Diario de Reus y su comarca al carrer, el Diario de Reus el va denunciar perquè n'era una rèplica exacta, amb l'única diferència que sota el títol hi afegia en lletra petita "y su comarca". Aquest diari només es publicà fins al 13 de maig, apareixent sense solució de continuïtat l'endemà La Correspondencia de Reus.
En la seva presentació diuen que no tenen ganes de polèmica i que per això han canviat el títol del diari, però que seguiran en la mateixa línia política: "La Correspondencia de Reus no ha vacilado en publicar este nuevo periòdico que, inspirándose en los mismos ideales de siempre gastará hasta el último cartucho, como vulgarmente se dice, en defender los intereses de nuestra ciudad y su comarca y los del país en general". Segueix dient que només aspiren a la prosperitat i desenvolupament de Reus i la seva comarca.
El seu redactor en cap era Josep Ferrer Folch, llavors corresponsal "telegráfico y postal" de El Liberal de Madrid, El Noticiero Universal, La Correspondencia de Valencia y altres publicacions. En retirar-se Ferrer d'aquest càrrec a mitjans de 1893, el periòdic va perdre qualitat i finalement va desaparéixer el 2 de gener de 1894, on en una nota a la segona pàgina comuniquen als lectors, sense explicar-ne les causes, la suspensió temporal del periòdic i la voluntat de tornar a reprendre la publicació un cop superades les dificultats en què es troben. Entre els seus redactors hi destaquen el metge Antoni Aluja Miguel, autor d'una interessant Topografía médica de Reus, publicada el 1887, i Pere Ferré Solanes, poeta i dramaturg.
Polemitzà amb el Diario de Reus, tot i les coincidències ideològiques dels dos periòdics.

## Aspectes tècnics
El director era Josep Maria Sabater, germà de l'impressor Gaietà Sabater, a la impremta del qual es confeccionava el diari.
Sempre en castellà, constava de quatre pàgines a quatre columnes, en format gran foli. La redacció era a la Plaça del Rei núm. 10, local de la impremta Sabater, que en aquest diari es feia dir "Imprenta de la Correspondencia de Reus".

## Localització
- Col·lecció a la Biblioteca Central Xavier Amorós de Reus[4]